# Ho-Ho-Kus, New Jersey
Ho-Ho-Kus, New Jersey (енгл. Ho-Ho-Kus) град је у америчкој савезној држави Њу Џерзи.

## Демографија
По попису из 2010. године број становника је 4.078, што је 18 (0,4%) становника више него 2000. године.
| Група             | 2000.         | 2010.         |
| Белци             | 3.696 (91,0%) | 3.600 (88,3%) |
| Афроамериканци    | 24 (0,6%)     | 9 (0,2%)      |
| Азијати           | 212 (5,2%)    | 236 (5,8%)    |
| Хиспаноамериканци | 80 (2,0%)     | 168 (4,1%)    |
| Укупно            | 4.060         | 4.078         |